# Josta Stapper
Josta Stapper (eigentlich Josef Stapper) (* 18. Februar 1941 in Köln) ist ein deutscher bildender Künstler, Grafiker und Cartoon-Zeichner. Besonders bekannt wurde er in den letzten Jahren durch seine monatlichen Cartoons in Y – Das Magazin der Bundeswehr.
Von 1956 bis 1959 ging Stapper in eine Trickfilmzeichnerlehre im Fischerkoesen-Studio in Bonn-Mehlem, gleichzeitig besuchte er bis 1962 die Kölner Werkschulen. Seit 1962 ist er freiberuflich als Grafiker und Illustrator tätig, unter anderem für die Satirezeitschrift Pardon. Seit 1969 ist Stapper als freier Maler in Galerien in Berlin und Hamburg vertreten und hat seit 1979 ein Atelier im Kunstzentrum Wachsfabrik in Köln. In den 70er Jahren schuf er fotorealistische Werke.

## Ausstellungen

### Einzelausstellungen
- 1974 Galerie Brockstedt, Hamburg
- 1989 „Sakralraum“, Rauminszenierung in der Wachsfabrik, Köln

### Gruppenausstellungen
- 1971 Springer, Berlin
- 1971 Frühjahrsmesse, Berlin
- 1975 Art Cologne
- 1976 Projektausstellung „Einblicke – Ausblicke“ anlässlich der 30. Ruhrfestspiele in Recklinghausen
- 1980–1984 Beteiligungen an der Kunst- und Antiquitätenmesse Hannover

## Kataloge
- Josta Stapper: Ölbilder. Galerie Brockstedt Hamburg 1974
- Tratschke: Wer war‘s? Weltberühmte im Vexierspiegel. Mit zwölf reproduzierten Graphiken v. Uwe Brandi, Pit Morell, Josta Stapper. Hamburg: Albrecht Knaus Verlag, 1978. OLwd.m.OU. 4°.